# Ženská národní rada

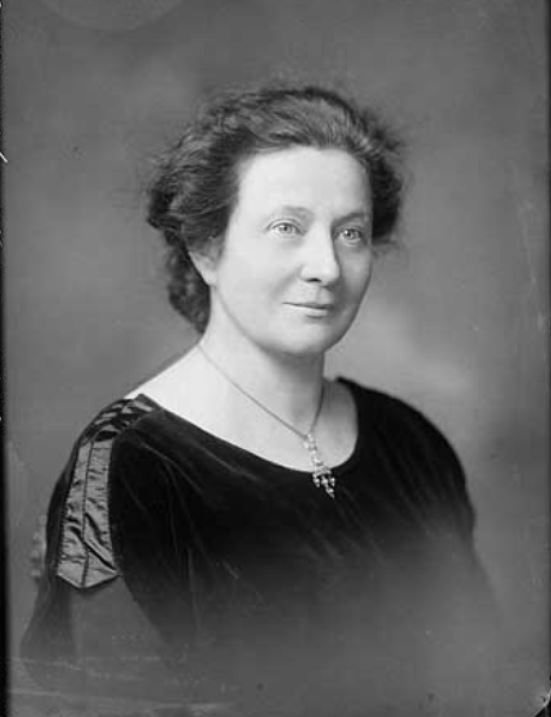
Františka Plamínková, Aktivistin der Ženská národní rada

Ženská národní rada, abgekürzt ŽNR, deutsch „Nationaler Frauenrat“, war eine 1923 gegründete Dachorganisation der emanzipatorischen Frauenbewegung in der Tschechoslowakei. Sie vereinte zahlreiche Frauenvereine und -initiativen und koordinierte ihre Aktivitäten. Die Gründerin war die Frauenrechtlerin und Feministin, Senatorin und Journalistin Františka Plamínková. Während der deutschen Besetzung des Landes nach 1939 schlossen sich die Aktivistinnen dem Widerstand an. Sie wurden durch die Gestapo verfolgt, viele von ihnen hingerichtet.

## Geschichte
In Böhmen gab es zur Jahrhundertwende viele Vereine der Frauenbewegung. Zu nennen sind beispielsweise der „Tschechische Frauenklub“ (Ženský klub český, 1903–1950, ein Bildungswerk, das sich auch für die Gleichberechtigung bei den Wahlen einsetzte), der „Ausschuss für das Frauenwahlrecht“ (Výbor na získání volebního práva žen, gegründet 1905 durch Františka Plamínková), „Frauenproduktionsverein“ (Ženský výrobní spolek český, 1871–1972, ein Bildungsverein für Frauen und Mädchen aus armen Familien); insbesondere ist hier zu nennen der „Amerikanische Damenklub“ (Americký klub dam 1865–1948, der erste Frauenverein in Böhmen überhaupt, der einen großen Teil der weiblichen Population der intellektuellen Kreise umfasste und nach 1918 auch starke Befürworter in der Politik hatte).
Nachdem am 24. Februar 1923 das Innenministerium die Statuten genehmigt hatte, fand am 8. April 1923 die erste konstituierende Vollversammlung statt, an der der Rat ŽNR gegründet wurde; als die eigentliche Gründerin wird die Frauenrechtlerin Františka Plamínková genannt, die auch als Vorsitzende gewählt wurde. Es war aber eine Initiative, hinter der auch andere standen: „Ausschuss für das Frauenwahlrecht“ (Výbor na získání volebního práva žen), „Tschechischer Frauenklub“ (Ženský klub český) und der Aufruf des Frauenweltbunds. Der Frauenrat hat sich als nicht-politische Dachorganisation von Frauenvereinen verstanden, schon bei der Gründung galt die absolute politische Neutralität als der Grundpfeiler der Mitgliedschaft – was nicht die individuelle Mitgliedschaft in anderen politischen Parteien ausschloss. 1935 vereinte der Frauenrat bereits um 50 Frauenorganisationen mit insgesamt 27.000 Aktivistinnen, 1940 waren es bereits 40.000 Aktivistinnen, meist Angehörige der städtischen Mittelschicht.
Die Akzeptanz des Rates in der Vorkriegstschechoslowakei war groß – Charlotte Masaryková, die Ehefrau des damaligen Präsidenten T. G. Masaryk, war selbst in der Frauenbewegung aktiv, ihr Ehemann hielt in Frauenvereinen Vorträge. Dennoch wurde die Frauenbewegung insbesondere von rechten Parteien angegriffen: vor den Parlamentswahlen 1935 hat die Národní obec fašistická („Nationale Faschistische Gemeinde“) den Frauen empfohlen, zurück an den Herd zu gehen.
Ženská národní rada gab 1925–1941 ihre eigene Zeitschrift heraus, die Ženská rada.

### Widerstand ab 1939
Noch vor der Besetzung des Landes durch die Wehrmacht entschloss sich der Rat, das Manifest „Věrni zůstaneme“ („Wir bleiben treu“) vom Mai 1938 zu unterschreiben (diese Initiative reorganisierte sich ab März 1939 zu einer der tschechischen Gruppen des Widerstandes gegen die Besetzung, die gegen die nationalsozialistische Besetzung des Landes kämpften). Dies führte zu Verfolgung der Aktivistinnen des Rates. Hunderte von ihnen wurden verhaftet und in Konzentrationslagern interniert und ermordet, die Vorsitzende Plamínková wurde im Juni 1942 in Prag hingerichtet. Die Tätigkeit des Klubs wurde im September 1942 behördlich untersagt. Während der Zeit des Protektorats Böhmen und Mähren wurde die Elite der tschechischen Frauenbewegung dezimiert.
Relativ wenig bekannt ist die Existenz des illegalen Arbeitsausschusses des Rates, der auch danach bis 1945 existierte und Vorbereitungen für die Erneuerung der Frauenbewegung in der Tschechoslowakei traf. Es sind nur spärliche Berichte erhalten geblieben, dennoch lassen sich einige beteiligte Gruppierungen ausmachen: „Tschechischer Frauenklub“ (Ženský klub český), „Revolutionäre Frauenbewegung“ (Revoluční hnutí žen), Frauengruppen der KPTsch, „Syndikat der arbeitenden FraueniIntelligenzija“ (Syndikát ženské pracující inteligence) oder „Bündnis der Frauen und Mädchen“ (Jednota žen a dívek).

## Der Frauenverband nach 1945

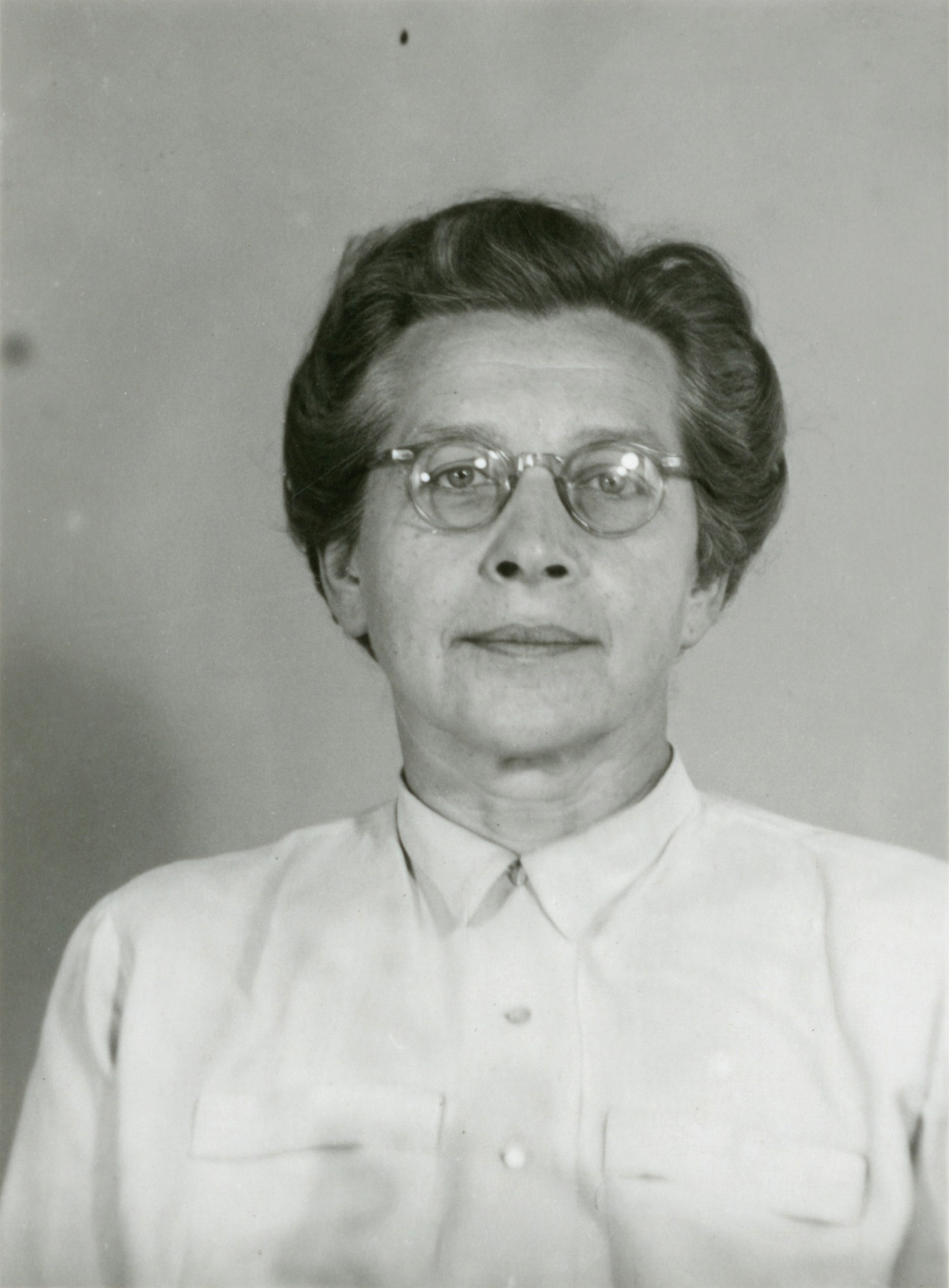
Milada Horáková, Aktivistin der Ženská národní rada

Nach der Befreiung des Landes gab es Bestrebungen, die Frauenbewegung in der Tschechoslowakei wieder zu beleben. Am 16. August 1946 wurde der Rada československých žen RČŽ (Rat tschechoslowakischer Frauen) gegründet. Milada Horáková, die bereits in den 1930er Jahren in Frauenverband ŽNR eine leitende Rolle innehatte und daher eine gewisse Kontinuität darstellte, wurde zur Vorsitzenden gewählt – nicht zuletzt auch aufgrund ihrer Teilnahme in der Widerstandsbewegung. Die Kommunistische Partei der Tschechoslowakei KPTsch fürchtete jedoch, die Kontrolle über die Frauenbewegung könnte ihnen entgleiten. Viele Aktivistinnen der Partei traten in den Frauenverband ein und gründeten einen sog. Aktionsausschuss, der dann umgehend beantragte, dass Horáková und andere sozialdemokratische Frauen zurücktraten. Sie wurden umstürzlerischer Tätigkeit bezichtigt. In den nächsten sechs Jahren wurden insgesamt 2238 Frauen aus dem Umkreis der Frauenbewegung verurteilt.

## Zum Schicksal der Frauenrechtlerinnen Plamínková und Horáková
Die beiden Frauen, die sich zusammen für die Frauenbewegung in der Tschechoslowakei verdient machten, Františka Plamínková (Vorsitzende von Ženská národná rada ŽNR) und Milada Horáková (Vorsitzende von Rada československých žen RČŽ nach 1945), erlitten in gewisser Hinsicht ähnliche Schicksale, wenngleich unter unterschiedlichen Vorzeichen.
Františka Plamínková, die während des Protektorats Böhmen und Mähren den ŽNR in den Widerstand gegen die nationalsozialistische Okkupationsmacht führte, wurde durch die Gestapo verhaftet und am 30. Juni 1942 in Prag hingerichtet.
Milada Horáková, welche den RČŽ vor der Übernahme durch kommunistische Aktivistinnen schützen wollte, geriet in den Verdacht der Konspiration, sie wurde verhaftet, der Spionage und des Hochverrats bezichtigt und im größten politischen Schauprozess in der Tschechoslowakei 1950 zum Tode verurteilt und am 27. Juni 1950 in Prag hingerichtet.